# Magnus Fahl
Karl Anders Magnus Fahl, född 30 oktober 1911 i Norums församling, Göteborgs och Bohus län, död 15 mars 1975 i Göteborg, var en svensk arkivarie.
Fahl, som var son till köpman Anders Fahl och Anna Jonsson, avlade studentexamen i Uddevalla, blev filosofie kandidat vid Göteborgs högskola 1935 och filosofie magister 1939. Han anställdes vid landsarkivet i Göteborg 1935, blev arkivarie vid drätselkammaren i Göteborg 1945, på Göteborgs stads arkivkontor 1948 och var stadsarkivarie från 1962. Han utarbetade matrikel för The Royal Bachelors Club 1769–1944 (1947) och för Göteborgs stadsfullmäktige 1863–1962 (1963).